# Gonodontis euctista
Gonodontis euctista là một loài bướm đêm trong họ Geometridae.